# IC 956
IC 956 ist ein interagierendes Galaxienpaar im Sternbild Bärenhüter am Nordsternhimmel.
Das Objekt wurde am 16. Juni 1892 von dem französischen Astronomen Stéphane Javelle entdeckt.